# Ernest Seillière
Ernest Antoine Aimé Léon Seillière de Laborde, född den 1 januari 1866 i Paris, död där den 15 mars 1955, var en fransk baron och författare.

## Biografi
Seillière, som påverkats av Nietzsche, är främst känd som kritiker av den romantiska strömningen, som kopplades till Rousseau, att analysera dess idéer och motverka dess moderna effekter. I hans stora idéhistoriska, moralfilosofiska, sociologiska och litteraturkritiska produktion märks Études sur Ferdinand Lassalle (1897), Littérature et morale dans le parti socialiste allemand (1898), La philosophie de l'impérialisme (fyra band, 1903–1908), Barbey d'Aurevilly (1910), Les mystiques du néo-romantisme (1911), Schopenhauer (1912), Mysticisme et domination (1913), Le romantisme des réalistes. Gustave Flaubert (1914) och Le romantisme et la politique, la morale, la religion (tre band, 1932). Seillière var medarbetare i Journal des débats. Han erhöll pris av Franska akademien 1898 och 1908. Han invaldes där 1946 som efterträdare till Henri Lavedan. Redan 1914 hade han blivit han ledamot av Académie des sciences morales et politiques.